# Јасенска превлака
46° 14′ 11″ N 38° 15′ 56″ E / 46.23639° С; 38.26556° И
Јасенска превлака (рус. Ясенская коса) уска је пешчана превлака која се налази уз источну обалу Азовског мора и која раздваја Бејсушки лиман на истоку од отвореног мора. Превлака се налази у западном делу Краснодарске покрајине, односно на југозападу европског дела Руске Федерације. Административно припада Приморско-ахтарском општинском рејону. 
Започиње северно од града Приморско-Ахтарска, код села Морозовски и пружа се у правцу севера у дужини од 14 км. Највећа ширина превлаке је у њеном северном делу где достиже и до 3 км, док је најужа у централном делу где јој ширина износи нешто мање од 200 метара. Северни део превлаке је знатно шири превасходно захваљујући западним и југозападним ветровима који усмеравају морске струје у правцу севера, што доводи до гомилања наносног материјала са јужне обале.